# جون فورتسكو (قاضي)

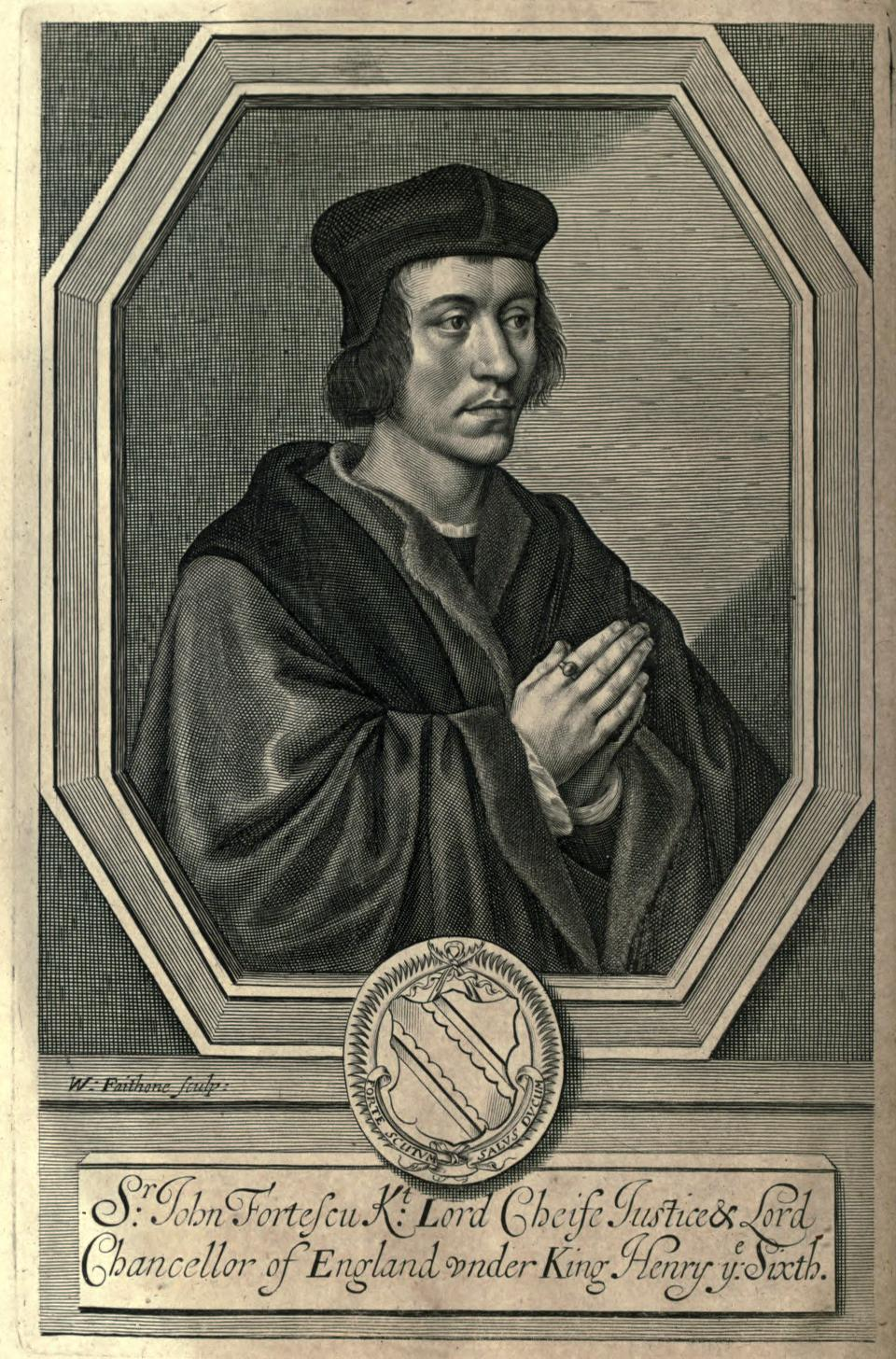
بورتريه شخصي لجون فورتسكو

جون فورتسكو (بالإنجليزية: John Fortescue) ( ولد 1390- وتوفي1480 ) كان رئيس القضاة في إنجلترا وويلز، وهو الكاتب لأطروحة الحرب الإنجليزية De Laudibus Legum Angliae.

## روابط خارجية
- جون فورتسكو على موقع الموسوعة البريطانية (الإنجليزية)